# Rebourguil
Rebourguil település Franciaországban, Aveyron megyében. Lakosainak száma 287 fő (2022. január 1.). Rebourguil Belmont-sur-Rance, Combret, Montlaur, Saint-Juéry és Vabres-l’Abbaye községekkel határos.

## Népesség
A település népessége az elmúlt években az alábbi módon változott:
| Lakosok száma | 360  | 286  | 251  | 268  | 277  | 285  | 280  | 274  | 270  | 287  |
|               | 1968 | 1982 | 1990 | 2006 | 2013 | 2015 | 2017 | 2019 | 2020 | 2022 |